# Lucifer hanseni
Lucifer hanseni är en kräftdjursart som beskrevs av Giuseppe Nobili 1905. Lucifer hanseni ingår i släktet Lucifer och familjen Luciferidae. Inga underarter finns listade i Catalogue of Life.